# ایلیه گرئاوو
ایلیه گرئاوو (رومانیایی: Ilie Greavu؛ ۱۹ ژوئیه ۱۹۳۷ – ۱ آوریل ۲۰۰۷) بازیکن فوتبال اهل رومانی بود.
از باشگاه‌هایی که در آن بازی کرده‌است می‌توان به باشگاه فوتبال راپید بخارست اشاره کرد.
وی همچنین در تیم ملی فوتبال رومانی بازی کرده‌است.